# Leave the City
Leave the City è il quarto album dei Musica Elettronica Viva, prodotto dalla BYG Records nel 1970.

## Tracce
Lato A
1. Message

Lato B
1. Cosmic Communion